# Alte Schule Bremthal

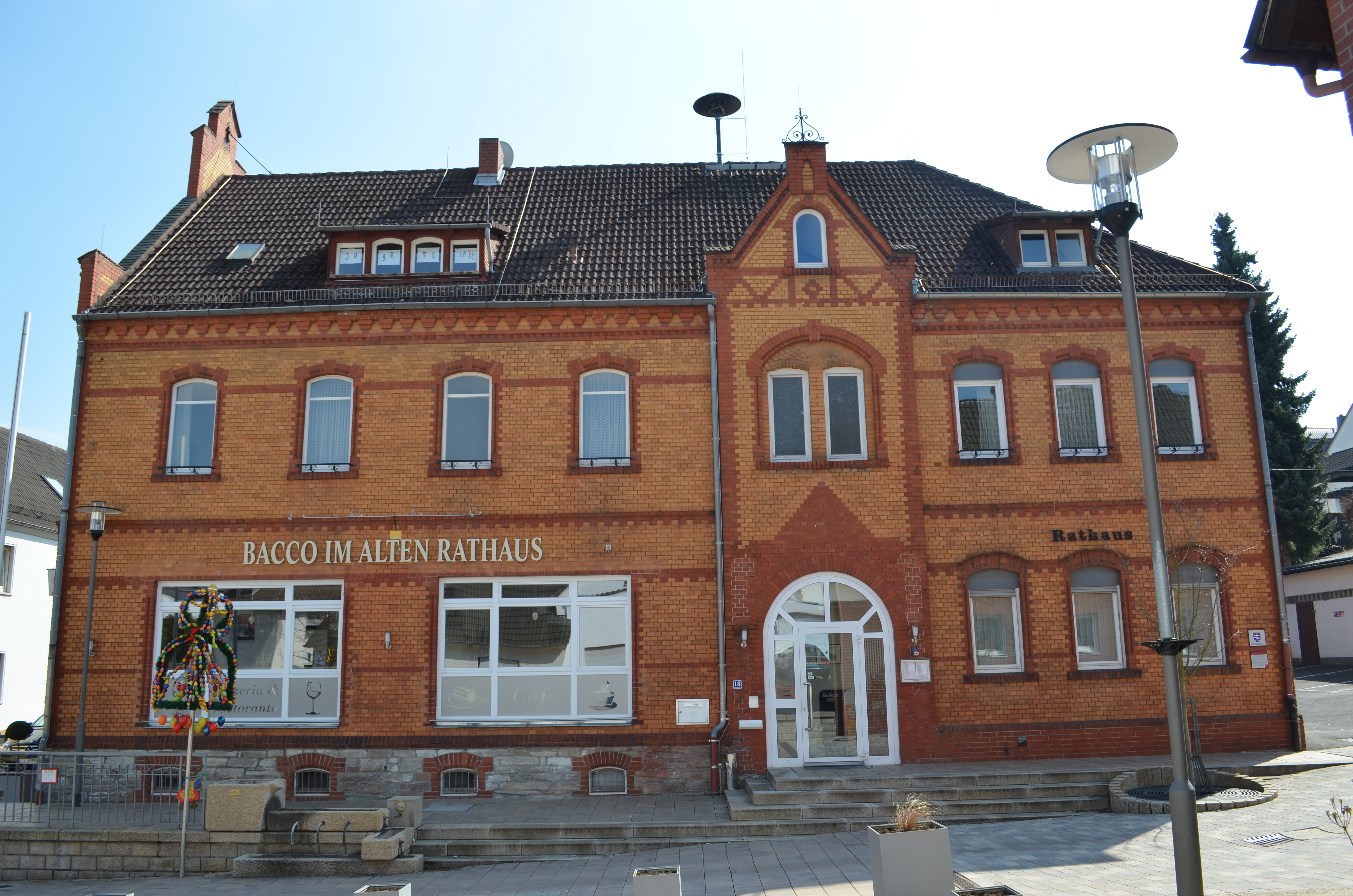
Alte Schule Bremthal

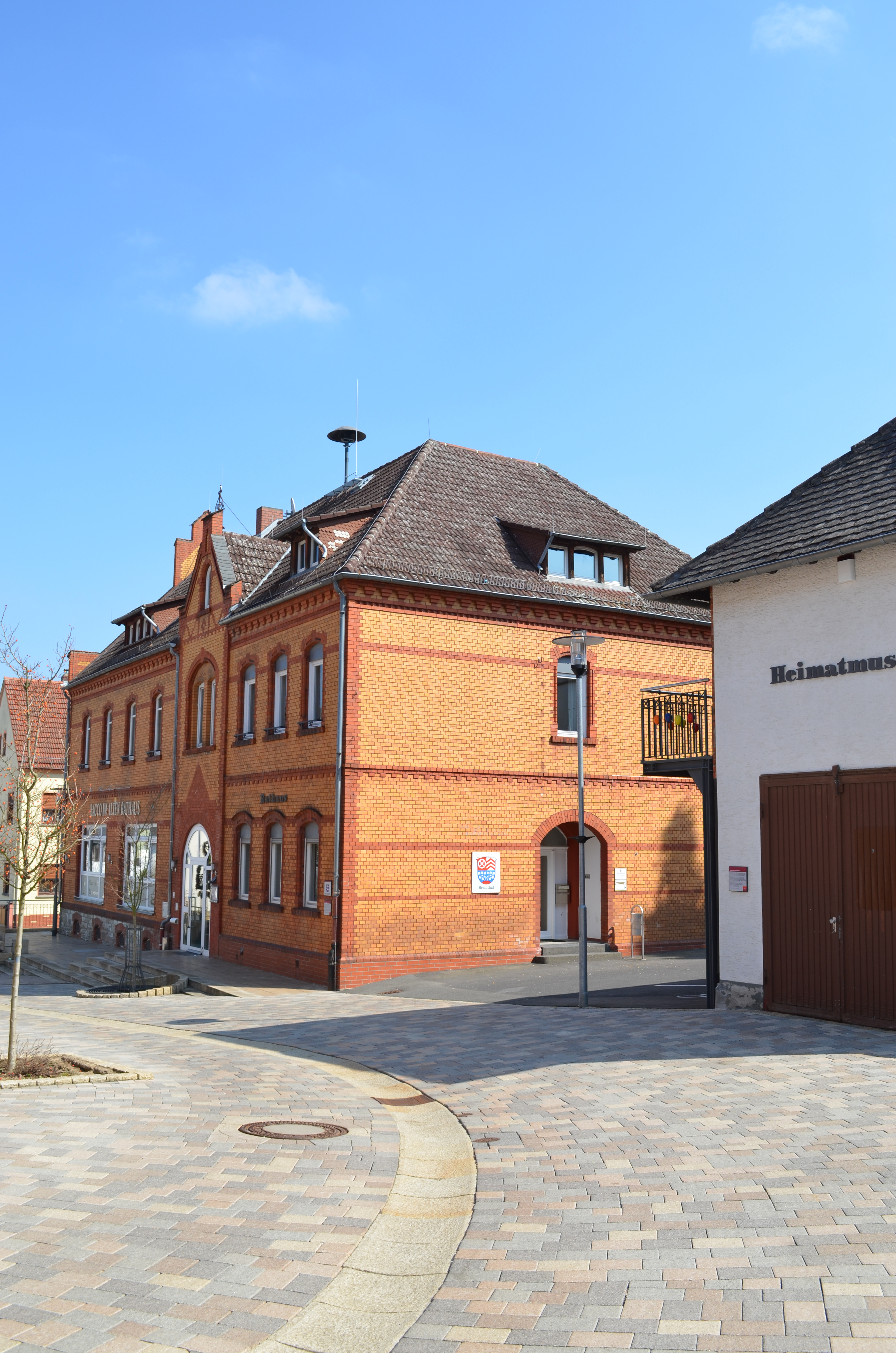
Alte Schule Bremthal

Die Alte Schule Bremthal in Bremthal wurde von 1903 bis 1973 als Schule und Rathaus genutzt und steht heute unter Denkmalschutz.
1765 ist der erste Lehrer in Bremthal urkundlich bekannt. Ein eigenes Schulgebäude hatte das Dorf jedoch nicht. Erst im Herzogtum Nassau entstand 1816 ein erstes Schulgebäude als Simultanschule. Das Gebäude in einfachen klassizistischen Formen in der Schäfergasse 2 hatte eine einzige Klasse, die 1824 von 84 Kindern besucht wurde. 1881 wurde eine zweite Lehrerstelle geschaffen, womit das alte Gebäude definitiv zu klein war.
1903 wurde daher das neue Schul- und Rathaus in der Borngasse 2 errichtet. Der Backsteinbau des Architekten Carl Belz aus Langenschwalbach mit zwei zu acht Fensterachsen weist ornamentale Variationen im Ziegelmauerwerk und schmuckreiche Fenstereinfassungen auf. Das Haus, dessen Giebelseite durch einen treppenförmigen Abschluss und die Hervorhebung des Eingangs mit einem übergiebelten Risalit betont wird, wurde als Rathaus und als Schule genutzt. Das alte Rathaus an der Kirche war 1837 abgerissen worden, daher die Doppelnutzung. Das bisherige Schulhaus wurde an die Kirchengemeinde verkauft.
1973 eröffnete der Landkreis zwischen Bremthal und Niederjosbach eine neue Grundschule und die Schulnutzung des Gebäudes entfiel. Mit der Fusion Bremthals mit Niederjosbach 1971 und der Verschmelzung mit Eppstein 1977 wurde aus dem Rathaus eine Nebenstelle der Stadtverwaltung.